# Rathaus Frankfurt (Oder)

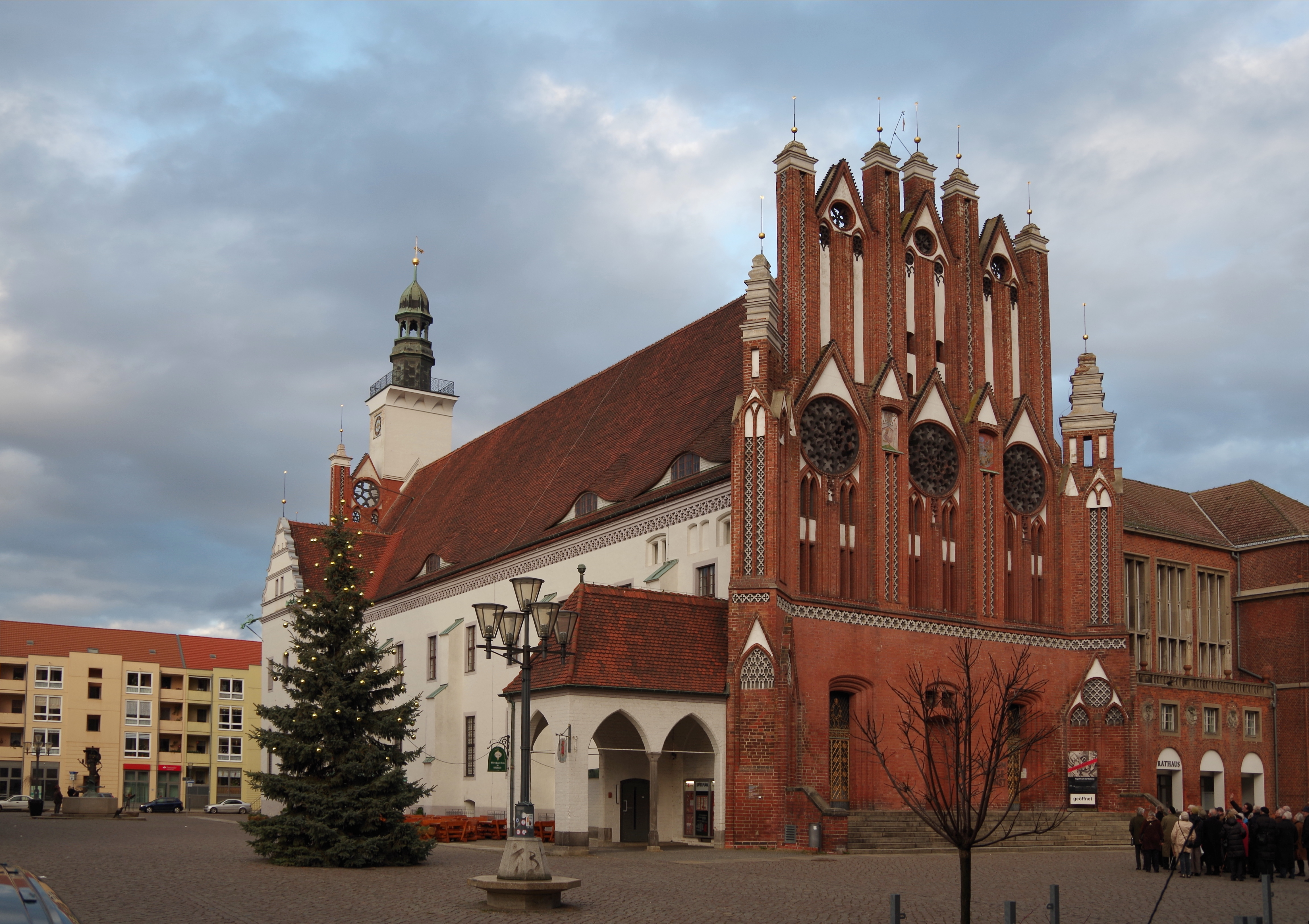
Rathaus Frankfurt (Oder), 2013

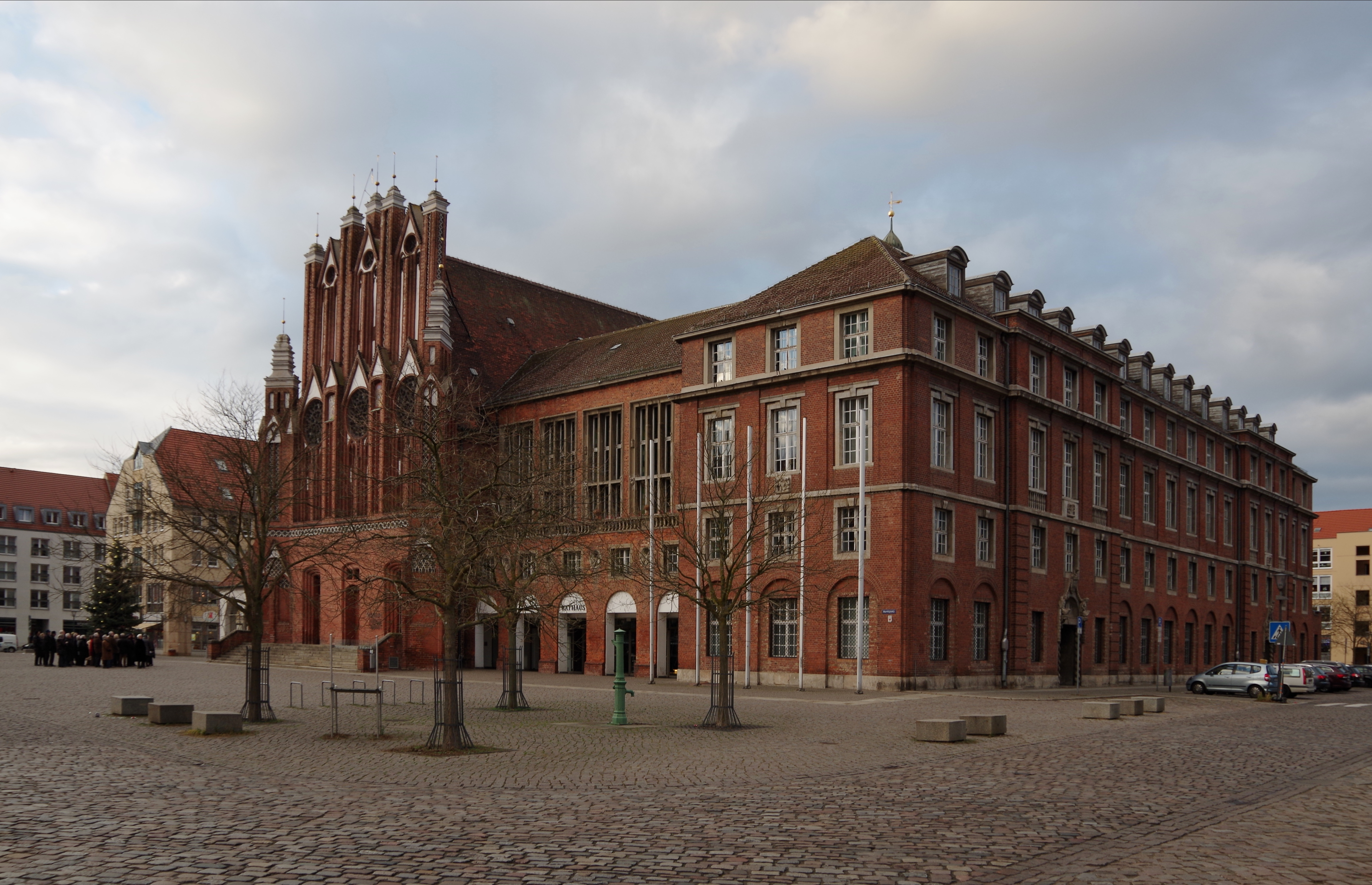
Ansicht des zwischen 1911 und 1913 errichteten Erweiterungsbaus, 2013

Das Rathaus Frankfurt (Oder) ist das Verwaltungsgebäude der kreisfreien Stadt Frankfurt (Oder) in Brandenburg. Das vermutlich ab der Mitte des 13. Jahrhunderts errichtete Gebäude ist in der Denkmalliste des Landes Brandenburg als Baudenkmal ausgewiesen.
In der Rathaushalle befinden sich das Museum Junge Kunst. Im Untergeschoss der Rathaushalle spielt das Kabarett „Die Oderhähne“.

## Architektur und Baugeschichte

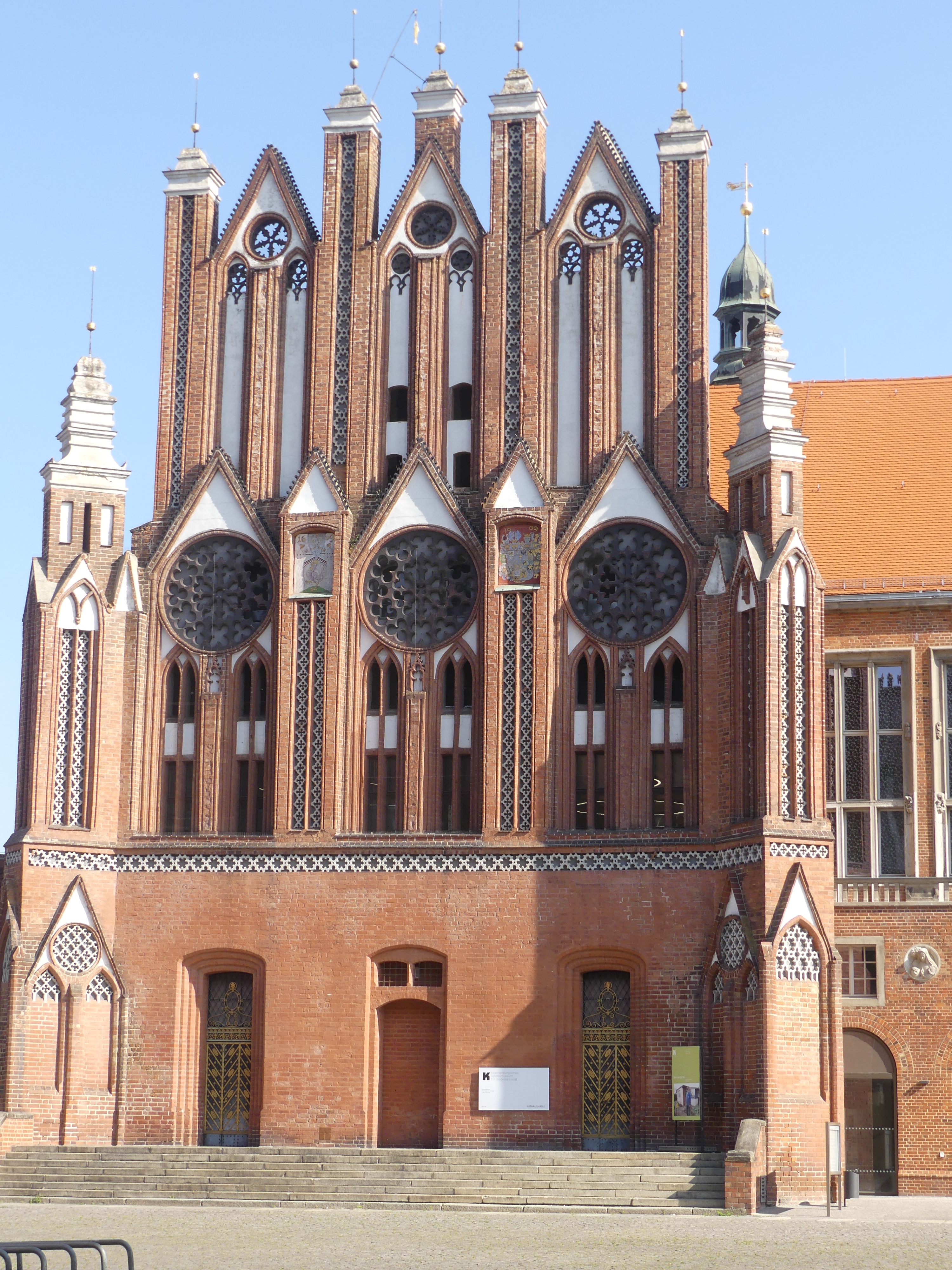
Der der Marienkirche zugewandte Südgiebel

Mit der Errichtung des Rathauses wurde vermutlich kurz nach der Verleihung des Stadtrechts an die Stadt Frankfurt (Oder) im Jahr 1253 begonnen. Der genaue Bauverlauf ist nicht vollständig geklärt. Vermutlich wurden zunächst nur der Keller und das Erdgeschoss fertiggestellt. Befunde in der ursprünglich offenen sogenannten Gerichtslaube im Erdgeschoss des kleineren nördlichen, dem Rat vorbehaltenen Gebäudeteils legen eine Bauunterbrechung nahe. Die Bauarbeiten an dem größeren Südteil mit Kaufhaus sowie dem sogenannten Archivanbau an der Westseite wurden vor der Mitte des 14. Jahrhunderts beendet. Das Rathaus war zu diesem Zeitpunkt ein zweigeschossiger teilverputzter Backsteinbau mit rechteckigem Grundriss und Schauwänden an der südlichen und nördlichen Schmalseite. Zwischen 1607 und 1609 erfolgte ein weitreichender Umbau des Rathauses unter der Leitung von Thaddäus Paglion. Das Gebäude wurde barockisiert. Der Rathausturm an der nördlichen Schmalseite wurde im Stil der Renaissance errichtet. Im Gebäude waren die Ratsstube und die Gerichtslaube untergebracht. An Wochenmärkten und Messen wurde die südliche Halle im Erdgeschoss von Warenständen genutzt. In der darüber liegenden Halle fanden unter anderem Bälle, Empfänge und Theatervorführungen statt. Bereits vor 1870 wurde das Kellergeschoss als Restaurant genutzt.
Der mittelalterliche Teil des Rathauses wurde bereits in seiner heutigen Form mit gestrecktem rechteckigen Grundriss angelegt. Im Inneren des Baus lassen sich noch die unterschiedlichen Nutzungen als Rathaus und als Kaufhaus erkennen. Ursprünglich war die Grenze zwischen Rat- und Kaufhaus außen durch einen Trenngiebel markiert. Die heute einheitliche Firsthöhe entstand erst als Folge der Wiederherstellung nach dem Zweiten Weltkrieg. An den Schmalseiten befinden sich Schauwände, deren gotische Details im 17. Jahrhundert entfernt wurden. Zudem verfügen die Schauwände über manieristische, auf die Strebepfeiler aufgebrachte Putzkronen.

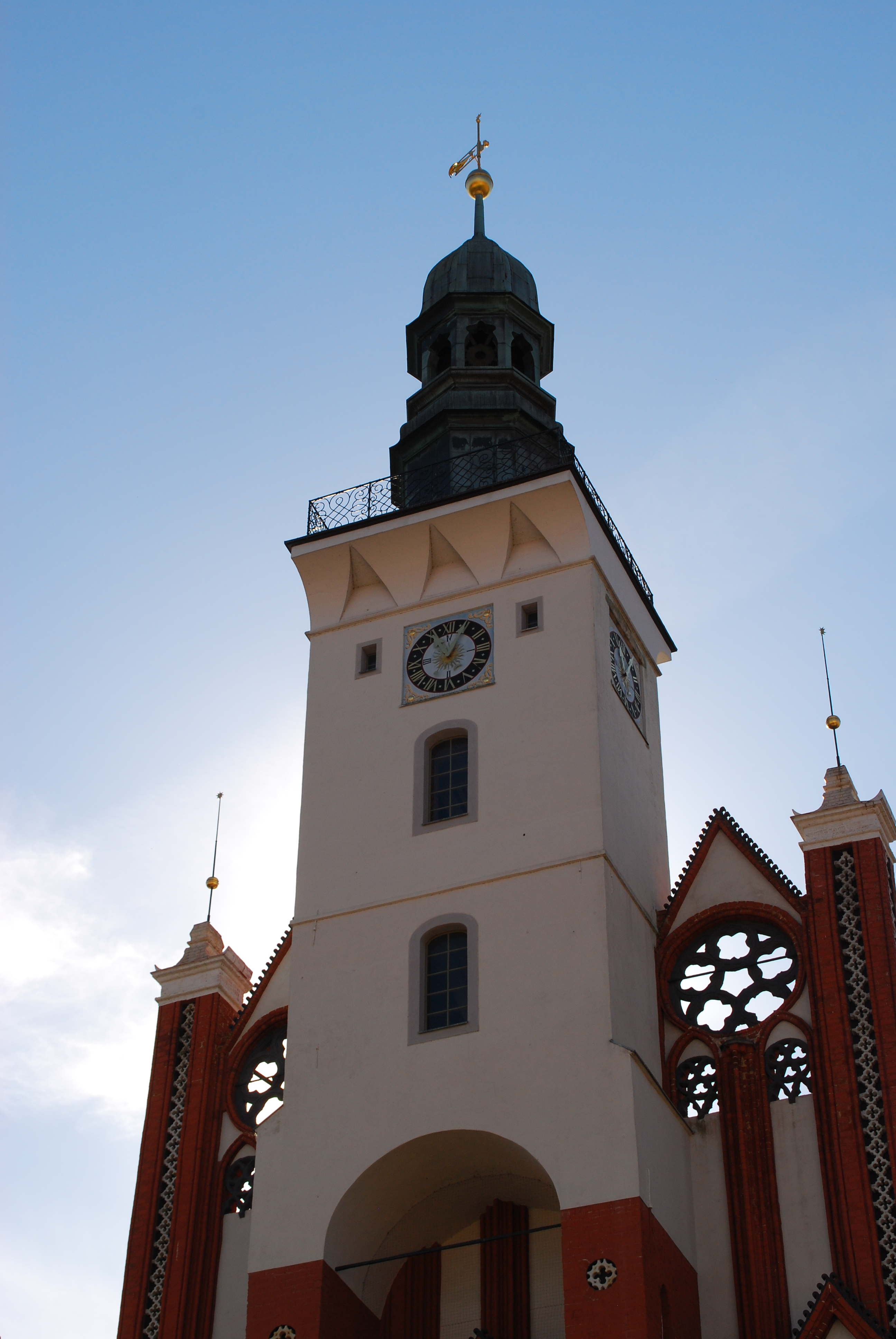
Uhrenturm, 2010

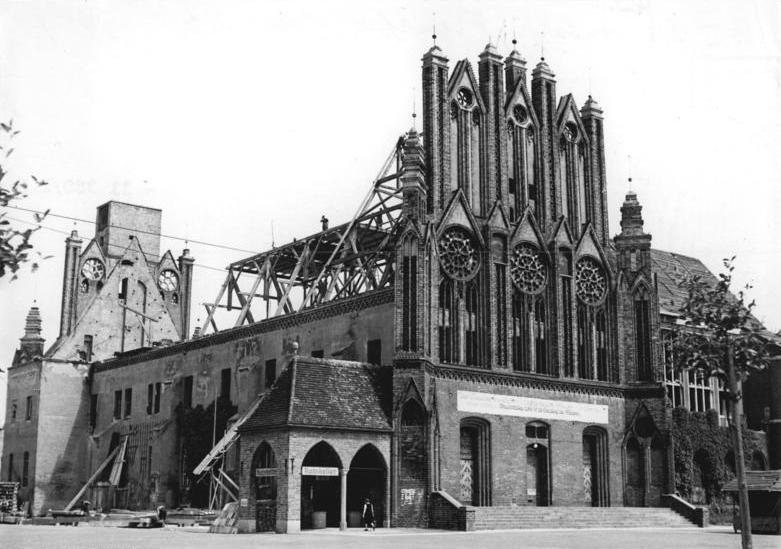
Das zerstörte Rathaus im Juli 1951

Die Nord- und Südgiebel sind mit zweigeschossig angeordneten Wimpergreihen mit Maßwerkzierstreifen zwischen Fialpfeilern ausgestattet. Die unteren Maßwerkrosetten wurden jeweils ergänzt. Die mittleren Rosetten aus Ziegelformsteinen am Nordgiebel sind noch im Originalzustand, die oberen Rosetten sind aus Rüdersdorfer Kalkstein. An den Pfeilern befinden sich Konsolenköpfe aus Kalkstein aus der zweiten Hälfte des 14. Jahrhunderts. Das Erdgeschoss verfügte früher über Spitzbögen zwischen kräftigen Wandpfeilern, diese wurden später verändert. Über dem mittleren Wandpfeiler befindet sich ein rechteckiger Turmaufsatz aus dem Jahr 1607 mit auskragender Plattform mit schmiedeeisernem Ornamentgitter und achteckiger Laterne mit einer kupfergedeckten Haube. Der Turmaufsatz wurde etwa 1945 zerstört und ab 1976 wieder aufgebaut.
Die westliche Seite des Gebäudes verfügte über sogenannte Scharren. Diese wurden 1461 erstmals erwähnt und Anfang des 17. Jahrhunderts erneuert, bis sie 1864 schließlich abgerissen wurden. Der Archivanbau erhielt im 17. Jahrhundert einen Volutengiebel, welcher ebenfalls während des Zweiten Weltkrieges zerstört und ab 1976 rekonstruiert wurde.
Ende des 19. Jahrhunderts wurden die auf der Ostseite des Rathauses angebauten Privathäuser angekauft und mittels Durchbrüchen einbezogen. Da hierdurch keine befriedigende Situation entstand, entschloss man sich 1908 einen Wettbewerb für einen Neubau auszuloben. Der Entwurf von Fritz Beyer aus Berlin gewann den Wettbewerb. So wurde zwischen 1911 und 1913 das Rathaus durch Fritz Beyer an der östlichen Langseite um einen viergeschossigen Ziegelbau mit Schmuckformen aus Kalkstein erweitert. Dadurch entstand zusammen mit der alten Rathausanlage ein dreiflügeliges Gebäude mit Innenhof. Der Anbau verfügt über ein reich geschmücktes Portal mit zwei Risaliten. Die Ausführung der Bildhauerarbeiten lag bei Julius Wolff aus Berlin. Die Gliederung der Südfassade wurde der des Südgiebels angepasst und erhielt die Gestaltung eines typischen hanseatischen Rathausbaus mit Arkadengang und hohen Rechteckfenstern. Der Südteil wurde mit einer Freitreppe ausgestattet. Beyer bekam zudem 1909 den Auftrag, den historischen Teil zu regotisieren.
1937 erhielt das Rathaus die südwestliche Eingangshalle. Diese verfügte über einen Zugang zum Rathauskeller. Hier war die Städtische Sparkasse untergebracht. Der Eingang erfolgte über die Portale an der Ostseite.

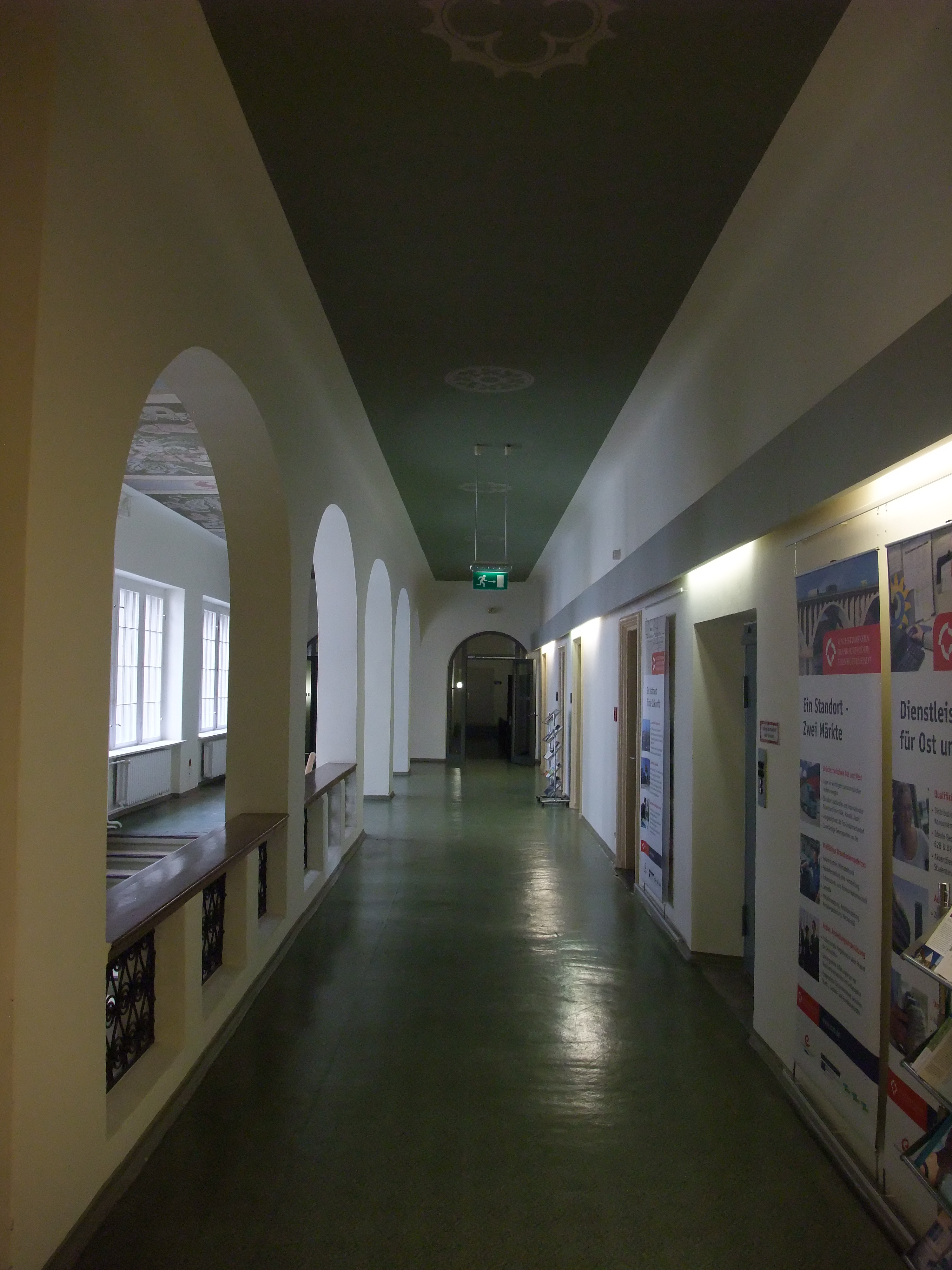
Gang im Inneren, 2017

Zum Ende des Zweiten Weltkriegs wurde das Rathaus durch Brandlegung stark beschädigt und brannte schließlich nieder. Ab 1951 wurde das Rathaus wiederhergestellt. Dabei wurde das Dach als einfaches Walmdach ausgeführt. Zur 700-Jahr-Feier Frankfurts 1953 wurde das Rathaus wiedereröffnet. Ab 1976 wurde der Anbau von 1913 funktionell neu gestaltet, modernisiert und baulich instand gesetzt. Im Zuge dieser Maßnahme kam es unter anderem zur Verlegung der Eingangszone von Ost nach Süd und zu der Neugestaltung der Stadtverordneten-Sitzungssäle. Zur 725-Jahr-Feier 1978 waren die Arbeiten abgeschlossen. Der Umbau wurde 1978 mit dem Architekturpreis der DDR ausgezeichnet.
Zwischen 1993 und 1994 wurde der mittelalterliche Ursprungsbau restauriert.
Nach einem Wettbewerb 2015 wurden umfangreiche Umbau- und Sanierungsarbeiten in Angriff genommen, die 2024 beendet wurden. Dabei wurde der ehemalige Wirtschaftshof in ein Atrium mit einer umlaufenden Galerie im 2. Obergeschoss umgewandelt. Vom Atrium führt eine Treppenanlage von der Eingangsebene in das repräsentative 2. Obergeschoss mit Sitzungssaal der Stadtverordneten, Wandelhalle mit Konferenzräumen und Trausaal sowie dem Bereich des Oberbürgermeisters im Ostflügel. Durch das Dach des Atriums fällt durch  15 Oberlichtkuppeln Tageslicht. Das 1913 angelegte Treppenhaus wurde nach der Grundsanierung der Decken und Änderungen der Raumnutzung in den 1950er Jahren zwischen 1976 und 1978 in eine besucheroffene Empore über der ehemaligen Sparkassenhalle umgewandelt. Bei den Umbauten in den 2020er Jahren wurden bei einem Brüstungselement und zwei der vier Säulen die Farbschichten entfernt, um das Material sichtbar zu machen.

## Kunst im Rathaus
Im Rathaus befinden sich mehrere Kunstwerke und Sehenswürdigkeiten. Im Foyer steht die 1977 gestaltete Plastik Große Plastik Dem Leben gewidmet von Achim Kühn. Im Gang des 1. Obergeschosses des Ostflügels steht die 1977 entstandene Plastik Kleine Plastik Dem Leben gewidmet von Achim Kühn. In der Galerie des Foyers hängt die 1978 und 1988 entstandene Collage Vergangenheit – Gegenwart – Zukunft mit Elementen von Rudolf Hartmetz, Harald K. Schulze und Jürgen Barber. Im Treppenhaus befindet sich die 2024 angebrachte Lichtinstallation Wer sucht, der findet von Patricia Pisani. Im Nordflügel ziert ein 1952 entstandenes Sgraffito von Rudolf Grunemann die Decke, das Ereignisse zeigt, die für die Frankfurter Stadtgeschichte von Bedeutung sind.

## Nachweise
1. 1 2 3  Georg Dehio: Handbuch der deutschen Kunstdenkmäler: Brandenburg. Deutscher Kunstverlag, München/Berlin 2012, ISBN 978-3-422-03123-4, S. 329f.
2. ↑  226 rathaus frankfurt-o. In: ff-architekten.de. Abgerufen am 21. August 2023.
3. ↑  Rathaus offiziell wiedereröffnet / Frankfurt (Oder). Abgerufen am 9. Januar 2025.

Koordinaten: 52° 20′ 38,9″ N, 14° 33′ 14,7″ O